# Atka-Eiskuppel
Die Atka-Eiskuppel (norwegisch Atkakuppelen) ist eine 83 m hohe Eiskuppel an der Prinzessin-Martha-Küste des ostantarktischen Königin-Maud-Lands. Sie ragt im inneren Teil der Atka-Bucht im Ekström-Schelfeis auf.
Benannt ist die Eiskuppel nach dem Eisbrecher USS Atka, der für die United States Navy mehrfach in der Antarktis im Einsatz war.